# Федосенко, Павел Юрьевич
Павел Юрьевич Федосенко (род. 1970 году, Кривой рог, Днепропетровская обл.) — полковник Вооружённых сил Украины, участник отражения атаки российских войск во время обороны Харькова. Герой Украины (2022).

## Биография
Павел Федосенко родился в Кривом Роге. Дальнейшая информация о его семье отсутствует..
В 1995 году окончил Харьковское гвардейское высшее танковое командное училище.
С мая 2014 года воевал в составе 40-го батальона территориальной обороны «Кривбасс», затем — в рядах 54-й отдельной механизированной бригады, последняя должность — заместитель командира бригады.
Участник Иловайских событий в начале 2015 года, выполнял боевые задания вблизи Дебальцево. Участвовал в боевых действиях на Светлодарской дуге.
С 6 мая 2020 года — командир 92-й Отдельной механизированной бригады имени кошевого атамана Ивана Сирко.

### Российское вторжение в Украину
С началом российского вторжения в Украину в 2022 году организовал и успешно вел оборону города Харькова. Получил звание Героя Украины.

## Награды
- Орден «За мужество» III степени (8 августа 2014) — за личное мужество и героизм, проявленные в защите государственного суверенитета и территориальной целостности Украины[6]
- Звание Герой Украины c вручением ордена «Золотая Звезда» (2 марта 2022)[7] — за личное мужество и героизм, проявленные в защите государственного суверенитета и территориальной целостности Украины[8]
- Орден Богдана Хмельницкого III степени (28 августа 2022) — за личное мужество и самоотверженные действия, проявленные в защите государственного суверенитета и территориальной целостности Украины[9]
- Почётный гражданин Кривого Рога (2022)[10]
- Почётный гражданин Харьковской области (2024)[11]